# La dama de armiño
La dama del armiño es una obra pictórica datable en la corte española hacia 1584-1585 (otros 1577-1579), cuya autoría ha sido ampliamente discutida. Se exhibe en una sala de la colección particular de Pollok House en Glasgow, Reino Unido.

## Atribución de la obra
Tradicionalmente este lienzo se consideraba una obra del Greco y posteriormente se han propuesto atribuciones a Juan Pantoja de la Cruz y a Sofonisba Anguissola, ambos retratistas de la corte de Felipe II. El año 1901, Aureliano de Beruete atribuyó esta obra a Tintoretto, de lo que discrepó Manuel Bartolomé Cossío, quien señaló la circunspección y la introspección de esta dama, que contrasta con la exuberancia de los retratos femeninos de Tintoretto. Críticos como Harold Wethey, que asignó al retrato el número 148 en su catálogo razonado de la obra del Greco, no dudaron en atribuir la autoría al maestro cretense, y más recientemente se ha relacionado también con Sofonisba Anguissola. Sin embargo, a partir de 2019, tras los estudios científicos y técnicos llevados a cabo a partir de 2014 en el Museo del Prado, a los que siguieron análisis complementarios realizados en la Universidad de Glasgow y en la Universidad de Ciencias Aplicadas de Berna, parece haberse llegado a un consenso entre los expertos para asignar el retrato a Alonso Sánchez Coello. Esos estudios demostraron que, si bien los materiales y técnicas empleados son propios de la pintura española del siglo XVI, el dibujo subyacente, la imprimación y la aplicación de las capas pictóricas difieren radicalmente de la técnica empleada por el Greco en tanto es compatible con la que se encuentra en el retrato de Joven desconocida del Museo del Prado (P-1140), obra de Sánchez Coello, con la que se puede relacionar también estilísticamente.

## El personaje retratado
Cuando estuvo en la Galería Española del Louvre, este retrato figuró —no se sabe por qué razón- como Retrato de la hija del Greco. Después del cambio de siglo, se pensó que representaba a la mujer del pintor, lo cual vino reforzado por una observación de sir Ellis Waterhouse, quien creyó ver pintada la letra griega gamma (Γ) en el anillo que porta la dama.
Tradicionalmente fue considerado un retrato de Jerónima de las Cuevas, amante del Greco, de cuya relación nacería su hijo Jorge Manuel. En fechas más recientes, Elías Tormo sugirió que el personaje retratado fuese la infanta Catalina Micaela de Austria, pero su aspecto no parece el de una infanta de España, ni tampoco el de una dama de la familia real. Otra hipótesis es que se trate de doña Juana de Mendoza, duquesa de Béjar, dado el parecido que presenta con el retrato de la Duquesa de Béjar niña con una enana, de Alonso Sánchez Coello.
Gregorio Marañón pensaba que esta dama (fuera o no su amante o su esposa) impresionó tanto al Greco que casi todos los rostros femeninos que pintó más tarde guardaban un parecido, sea cercano o lejano, con este retrato, como si lo hubiera repetido inconscientemente una y otra vez.

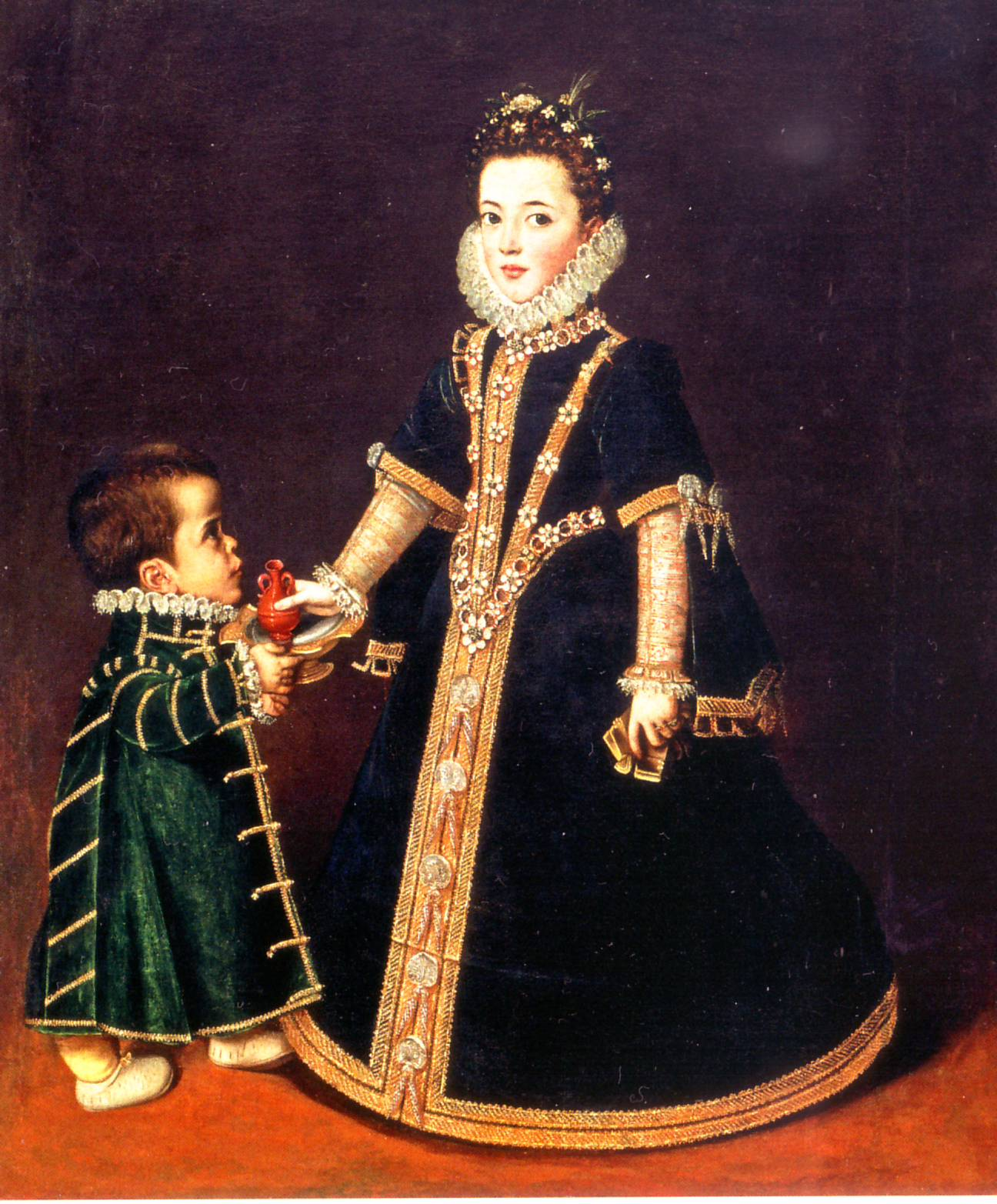
Retrato de la Duquesa de Béjar niña, con una enana. Obra de Sánchez Coello.

## Análisis de la obra
Tanto la pieza de armiño como el manguito del vestido están pintados con una técnica fresca, realmente magistral. En la parte superior de su peinado, que consta de tres filas de pequeños rizos, se destaca un pequeño lazo rojo. La cara, de un modelado suave, tiene un ligero tono sonrosado. Los labios son de color rosa natural, ojos muy negros y cejas oscuras. El vestido negro solamente es visible en las mangas y en el lado izquierdo, detrás del cuello. Cuando la pintura fue limpiada en 1952, apareció una moldura, que seguramente fue suprimida por el propio artista, porque no tiene sentido.

## Procedencia
- Serafín García de la Huerta, Madrid.
- Galería española del Museo del Louvre, París; (1838, n.º 259)
- Luis Felipe I de Francia (venta en Londres, año 1853, nº32, como "hija del artista")
- adquirido por William Stirling[12]